# Капітоліда

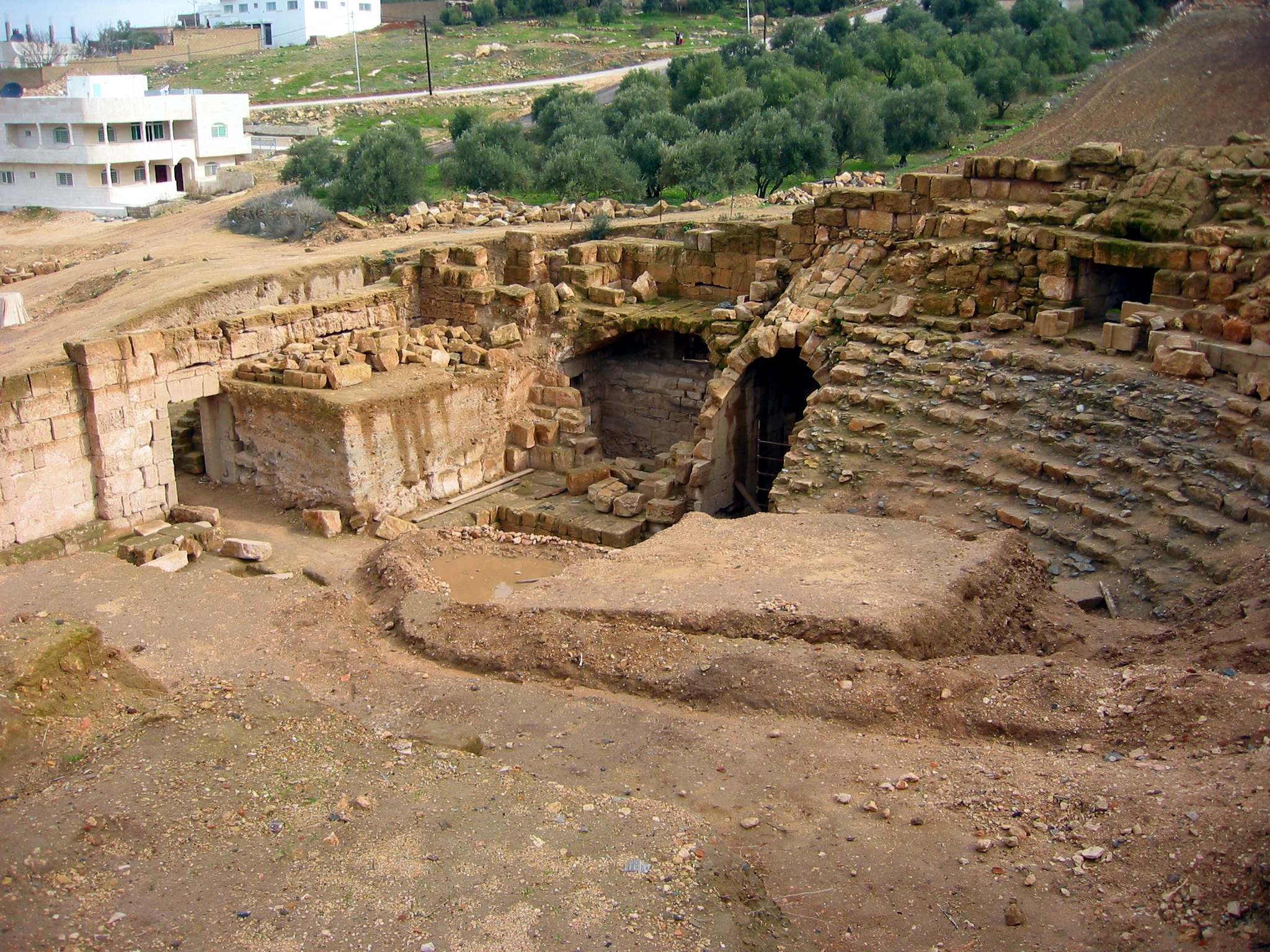
Розкопки театра Капітоліди

Капітоліда (дав.-гр. Καπιτωλιάς, романізоване Kapitolias) — античне місто розташоване на схід від річки Йордан (у Келесирії), руїни якого лежать за сім десятків кілометрів на північ від столиці сучасної Йорданії Аммана, у селищі Бейт-Рас (північна околиця міста Ірбід на півночі Йорданії)..

## Капітоліда і Декаполіс
Про існування міста під назвою Капітоліда було відомо з кількох давньоримських джерел. Так, карта Tabula Peutingeriana (Пейтингерова таблиця) розміщує Капітоліду за 16 римських миль (23,5 км) від Адраа (сучасне сирійське місто Дар'а), тоді як у відповідності до книги-покажчика Ітинерарій Антоніна вона лежала за 16 миль від Гадари (наразі руїни на південь від каньйону Ярмука) та 36 миль (53 км) від Неве (тепер сирійське місто Нава). Це дозволило ідентифікувати Капітоліду з античними руїнами у Бейт-Рас, наявність серед яких театру засвідчує існування тут потужного міського центру.
Географ 2 століття Клавдій Птолемей згадує Капітоліду серед переліку міст «Декаполісу Келесирії», причому, враховуючи розташування, її слід віднести саме до Десятимістя у вузькому (традиційному) сенсі цього терміна. В той же час, Капітоліда не належала до перелічених Плінієм Старшим епонімних міст Декаполісу. Більше того, зазначена на монетах Капітоліди ера міста починається від 97/98 року, що засвідчує його заснування в період правління Нерви або Траяна — понад півтора століття після організації Десятимістя. Втім, оскільки поняття Декаполіс мало переважно (а після розподілу його території у 106-му між двома провінціями — майже виключно) географічний зміст, воно могло мати у своєму складі понад десять міст.
Варто також зазначити про існування теорії щодо давнішого походження Капітоліди. Серед десяти епонімних міст Пліній називає Рафану, тоді як список Клавдія Птолемея містить всі ці назви окрім неї — проте включає Капітоліду. Це й призвело до виникнення думки щодо тотожності Рафани з Капітолідою, котра, таким чином, могла бути не заснованою, а перезаснованою під новим ім'ям наприкінці 1 століття. Ще одним натяком на більш древню історію є існування в нього права асилії (надання прихистку), що є властивим для міст, заснованих Селевкідами (останні, до речі, стали фундаторами цілого ряду поселень Десятимістя, зокрема Гераси та Пели, розташованих на південь та південний захід від Капітоліди). Втім, наразі немає доказів існування в Бейт-Рас більш раннього, ніж Капітоліда поселення, тому припускають, що вона могла продовжити традицію якогось розташованого неподалік міста, котре на кінець 1 століття вже припинило своє функціонування.

## Руїни міста
Колишній декуманус максимус — головна вулиця напрямку схід-захід у римських містах — наразі лежить в основі головної вулиці того ж спрямування селища Бейт-Рас. Хоча до наших часів від її споруд не збереглось нічого, проте ще у 1880-х роках Готліб Шумахер (архітектор та археолог з німецької релігійної колонії у Палестині) побачив тут мощену вулицю, котру, судячи з наявних баз для колон, колись прикрашали колонади. Також він описав арку з двома проходами, розташовану на цій вулиці за півсотні метрів західніше мечеті. 
Неподалік від декуманусу, на північному схилі пагорбу, знаходиться єдина велика існуюча зараз споруда античного міста — театр. Він значною мірою розкопаний, зокрема, археологи очистили залишки сцени. Встановлено, що цей заклад для масових видовищ використовувався доволі довго — аж до 6 століття.
Оскільки назва Капітоліди, як вважається, походить від Юпітера Капітолійського, відомий із зображень на монетах головний храм міста мав бути присвяченим саме цьому римському богові (припускають, що він міг лежати біля західного завершення декуманусу). Втім також існує певна ймовірність того, що «Капітоліда» є лише творчою римською варіацією місцевої назви Бейт-Рас — «поселення на вершині пагорбу» (Капітолієм називали один з семи пагорбів, на яких виник Рим).
Район поселення не мав джерел і, у той же час, наразі не виявлено слідів акведука, котрий міг би забезпечувати місто. Це пояснює існування у ньому самому та далі на захід від Капітоліди системи цистерн, де взимку накопичували необхідний ресурс. Незважаючи на такий спосіб забезпечення водою, лише після трьох чи чотирьох зим з малою кількістю опадів мешканці могли відчувати суттєві складнощі.

## Історія міста
За кілька років після заснування міста імператор Траян анексував Набатейське царство та перетворив його на провінцію Аравія Петреа. До складу останньої також передали кілька міст Декаполісу (Філадельфія, Гераса), при цьому залишена у складі провінції Сирія Капітоліда опинилась на самому кордоні нової адміністративної одиниці — так, розташована всього за п'ять кілометрів Арбела (сучасний Ірбід) вже належала до Аравії.
У проміжку між 165/166 та 218/219 роками (правління імператорів Марка Аврелія та Елагабала відповідно) Капітоліда карбувала свою монету. На ній місто зазначало такі свої титули як autonomos («автономна», «та, що керується власними законами»), asylos («та, що знаходиться під божественним захистом») та hieros («священна»).
В 194-му, після перемоги над своїм супротивником Песценнієм Нігером, якого зокрема підтримали у Сирії, імператор Септимій Север розділив останню на три нові провінції, при цьому південний регіон відійшов до Сирії-Палестини. А в 290-х роках під час адміністративної реформи імператора Діоклетіана Капітоліда опинилась у складі нової провінції Палестина Секунда (столиця — єдине розташоване на захід від Йордану місто Декаполісу Скифополіс). В її складі вона перебувала наступні кілька століть, про що згадують вже візантійські географи Гієрокл (під 535-м) та Георг Кіпрський (під 575-м).
З поширенням християнства у місті заснували єпископську кафедру, очільники якої брали участь в Нікейському (325) та Халкедонському (451) соборах.
У 6 столітті вперше трапляється сучасна назва поселення — Бейт-Ар-Рас. Обидва утворюючі її слова є як в арабській, так і в арамейській мовах, проте, виходячи із специфіки використання арабською мовою артиклів, вважається що у даному випадку найменування дали саме арамеї.
Після арабського завоювання поселення на місці Капітоліди залишалось значним центром ще кілька століть. Так, географ Ібн Хордадбег (820—912) називає його саме містом. В часи ж Хрестових походів Бейт-Рас уже був селом та до 1187 року перебував під владою Єрусалимського королівства (при цьому, починаючи з 1109-го королівство ділило доходи від Зайордання із мусульманськими правителями Дамаску). У документах хрестоносців Бетарас (або Петарас) проходив як casalia — найменша  фіскальна одиниця в системі королівства, а право на отримання звідси доходів мав монастир на горі Табор.